# Никахо
Никахо (яп. にかほ市 Никахо-си) — город в Японии, расположенный в юго-западной части префектуры Акита на берегу Японского моря. Основан 1 октября 2005 года в результате слияния посёлов Никахо, Коноура, Кисаката уезда Юри. Город специализируется на производстве электроприборов и чипов, а также рыболовстве.
Площадь города составляет 240,67 км², население — 25 926 человек (1 августа 2014), плотность населения — 107,72 чел./км².